# دیسکاگز
دیسکاگز (انگلیسی: Discogs) یک وبگاه موسیقی پایه‌گذاری در سال ۲۰۰۰ میلادی است.